# FC Gelre
FC Gelre is een voormalige amateurvoetbalclub uit Wehl. De club ontstond in 1991 als een afsplitsing van SV Concordia-Wehl. FC Gelre was een van de zeven verenigingen in Nederland waar uitsluitend vrouwenvoetbal plaatsvond. In het jaar 2018 werd besloten de club op te heffen na leegloop van speelsters en doordat de club diverse schulden had.
De club speelde, samen met SV Concordia-Wehl, op sportpark De Grindslag in Wehl. In de zomer van 2017 verhuisde FC Gelre naar Sportpark de Korenakker te Loil - Didam en dat in eigendom is van SV Loil. Deze verhuizing was mede oorzaak van een leegloop bij de club die ook financiële problemen kende. Eind juni 2018 maakte de club bekend de activiteiten te staken. Het kwam het laatste seizoen uit in de Hoofdklasse zondag.
Daarnaast had FC Gelre een zaalvoetbalafdeling waarvan het eerste team in het seizoen 2011/12 de eerste kampioen in de Eredivisie Vrouwen Zaalvoetbal was. Ook in de opvolgende seizoenen 2012/13 en 2013/14 en in 2016/17 en 2017/18 kwam het op het hoogste niveau uit. Na opheffing van de club sloot de zaalvoetbalafdeling zich aan bij Pro Futsal Club dat als Futsal Apeldoorn verder ging.
Concordia-Wehl · Doetinchem · DZC '68 · De Graafschap · SVDW '75 · VIOD · VVG '25

Voormalige clubs: FC Gelre